# Laprade, Aude
Laprade är en kommun i departementet Aude i regionen Occitanien  i södra Frankrike. Kommunen ligger  i kantonen Saissac som ligger i arrondissementet Carcassonne. År 2022 hade Laprade 116 invånare.

## Befolkningsutveckling
Antalet invånare i kommunen Laprade
Referens: INSEE